# Senecio atrofuscus
Senecio atrofuscus là một loài thực vật có hoa trong họ Cúc. Loài này được Grierson miêu tả khoa học đầu tiên năm 1958.